# Département Lys

Landkarte der Départements in der heutigen Benelux-Region

Das Département de la Lys (deutsch Departement der Lys auch Leie; niederländisch Departement van de Leie) war ein von 1795 bis 1814 zum französischen Staat gehörendes Département auf dem Gebiet der heutigen belgischen Provinz Westflandern. Benannt wurde es nach dem Fluss Leie, einem Nebenfluss der Schelde.

## Geschichte
Das Gebiet des Departements gehörte bis zum Ende des 18. Jahrhunderts zur Grafschaft Flandern, die Teil der Österreichischen Niederlande war. 1790 entstanden hieraus die Vereinigten Belgische Staaten, die aufgrund eines vom französischen Nationalkonvent am 1. Oktober 1795 getroffenen Beschlusses mit der Französischen Republik vereinigt wurden.
Bereits 1795 wurde die Verwaltung und das Gerichtswesen an das noch neue französische System angepasst, es entstanden auf dem Gebiet der vormals Österreichischen Niederlande und anderen in der Region liegenden Territorien insgesamt neun Departements, die verwaltungsmäßig in Arrondissements, Kantone und Gemeinden gegliedert wurden. Die Kantone waren zugleich Friedensgerichtsbezirke. 1796 wurde von der Batavischen Republik das damals „Staats-Flandern“ (heute Zeeuws Vlaanderen) genannte Gebiet an Frankreich abgetreten und dem Département de la Lys angegliedert.
Nach dem Sieg über Napoléon in der Völkerschlacht bei Leipzig (1813) und den auf dem Wiener Kongress (1815) getroffenen Vereinbarungen wurde das Departement zunächst als Provinz Westflandern Teil des Vereinigten Königreichs der Niederlande und gehört seit 1839 zu Belgien. „Staats-Flandern“ verblieb in den Niederlanden und wurde Teil der Provinz Zeeland.

## Gliederung
Hauptort (Chef-lieu) des Departements bzw. Sitz der Präfektur war die Stadt Brügge. Es war in vier Arrondissements und 36 Kantone, sowie 250 Gemeinden eingeteilt:
| Arrondissement      | Hauptorte der Kantone, Sitz der Friedensgerichte                                                            |
| ------------------- | --- |
| Brügge (Bruges)     | Ardooie, Brügge (5 Kantone), Gistel, Oostende, Ruiselede, Tielt, Torhout (2 Kantone)                        |
| Kortrijk (Courtrai) | Avelgem, Harelbeke, Ingelmunster, Kortrijk (4 Kantone), Menen, Meulebeke, Moorsele, Oostrozebeke, Roeselare |
| Veurne (Furnes)     | Diksmuide, Haringe (heute Ortsteil von Poperinge), Nieuwpoort, Veurne                                       |
| Ypern (Ypres)       | Elverdinge, Hooglede, Mesen (Messines), Passendale, Poperinge, Wervik, Ypern (2 Kantone)                    |

Das Departement hatte eine Fläche von 3.669 Quadratkilometern und im Jahr 1812 insgesamt 491.143 Einwohner.